# Nagoja
Nagoja (名古屋市, nagoya-shi) je, s 2,2 milijuna stanovnika, četvrti po veličini grad u Japanu. Metropolitansko područje grada ima preko 8 milijuna stanovnika, te je treće po veličini u Japanu. Nagoja je glavni grad prefekture Aiči, te ujedno i najveći grad regije Čubu. Smješten je na obali središnjeg dijela najvećeg japanskog otoka Honšua.
Iako je grad službeno osnovan tek 1889., na području grada se nalaze dvorac iz 1612., te još stariji Atsuta-jingu, jedno od najznačajnijih šintoističkih svetišta u kojem se čuva Kusanagi no mitsurugi(草薙神剣) - sveti mač koji predstavlja jedan od tri simbola carske vlasti.
U predgrađu Nagakute je od 25. ožujka do 25. rujna 2005 održana Svjetska izložba EXPO 2005, s temom Mudrost prirode.

## Vanjske poveznice
- Croatia EXPO 2005  Arhivirana inačica izvorne stranice od 2. veljače 2009. (Wayback Machine)